# Љубав, вера, нада (мини-албум)
Љубав, вера, нада је први мини-албум српске певачице Наташе Беквалац. Диск је објављен у новембру 2008. године у издању издавачке куће Сити рекордс. Диск садржи 3 нове песме, велики хит Добро моје, који је раније објављен, и 3 ремикса.

## Списак песама
На албуму се налазе следеће песме:
| Бр. | Назив                     | Текст                          | Музика                         | Аранжман                        | Трајање |
| --- | ------------------------- | ------------------------------ | ------------------------------ | ------------------------------- | ------- |
| 1.  | Љубав, вера, нада         | Драган Брајовић                | Драган Брајовић                | Дејан Абадић                    | 04:08   |
| 2.  | Триста степени            | Филип Милетић, Милош Рогановић | Филип Милетић, Милош Рогановић | Александар Милановић, Марко Кон | 03:42   |
| 3.  | Две пилуле                | Филип Милетић, Милош Рогановић | Филип Милетић, Милош Рогановић | Александар Милановић, Марко Кон | 03:19   |
| 4.  | Добро моје                | Драган Брајовић, Дејан Абадић  | Драган Брајовић                | Дејан Абадић                    | 04:04   |
| 5.  | Триста степени club rmx   | Филип Милетић, Милош Рогановић | Филип Милетић, Милош Рогановић | Александар Милановић, Марко Кон | 03:32   |
| 6.  | Добро моје reggaetone rmx | Драган Брајовић                | Драган Брајовић                | Александар Милановић, Марко Кон | 03:49   |
| 7.  | Добро моје r'n'b rmx      | Драган Брајовић                | Драган Брајовић                | Александар Милановић, Марко Кон | 03:39   |

## Информације о албуму
- Продуцент: Данило Икодиновић
- Фото: Миодраг Обрадовић
- Стилисти: Ивана Рабреновић, Кристина Беквалац
- Фризура: Студио "Простор"
- Шминка: Нена Илић
- Промотер: Владимир Евковски
- Главни и одговорни уредник: Милица Митровић
- Директор: Бане Стојановић
- Уредник издања: Горан Томановић

## Спотови
- Триста степени
- Добро моје